# Django Lovett
Django Lovett (Surrey, 6 luglio 1992) è un altista canadese.

## Biografia
Nato nella Columbia britannica, ha iniziato a praticare il calcio sin da piccolo per poi virare sul salto in alto, dietro suggerimento del proprio allenatore. Lovett ha proseguito la carriera atletica anche all'Università del Nuovo Messico gareggiando nei campionati NCAA.
A livello internazionalmente, Lovett ha esordito nel 2009 vincendo una medaglia di bronzo ai Mondiali allievi in Italia. Successivamente ha preso parte alle Universiadi in Russia e proseguito con la nazionale seniores a partire dal 2018, riportando una medaglia di bronzo sia ai Giochi del Commonwealth sia ai Campionati NACAC. Nel 2019 ha preso parte al suo primo Mondiale, non avanzando in finale.

## Palmarès
| Anno | Manifestazione          | Sede       | Evento        | Risultato | Prestazione | Note                                     |
| ---- | ----------------------- | ---------- | ------------- | --------- | ----------- | ---------------------------------------- |
| 2009 | Mondiali U18            | Bressanone | Salto in alto | Bronzo    | 2,17 m      |                                          |
| 2010 | Mondiali U20            | Moncton    | Salto in alto | 24º (q)   | 2,10 m      |                                          |
| 2012 | Campionati NACAC U23    | Irapuato   | Salto in alto | 5º        | 2,10 m      |                                          |
| 2013 | Universiadi             | Kazan'     | Salto in alto | 15º (q)   | 2,15 m      |                                          |
| 2018 | Giochi del Commonwealth | Gold Coast | Salto in alto | Bronzo    | 2,30 m      | Miglior prestazione personale            |
| 2018 | Campionati NACAC        | Toronto    | Salto in alto | Bronzo    | 2,28 m      |                                          |
| 2019 | Mondiali                | Doha       | Salto in alto | 23º (q)   | 2,22 m      |                                          |
| 2021 | Giochi olimpici         | Tokyo      | Salto in alto | 8º        | 2,30 m      |                                          |
| 2022 | Mondiali                | Eugene     | Salto in alto | 6º        | 2,27 m      |                                          |
| 2022 | Campionati NACAC        | Freeport   | Salto in alto | Argento   | 2,25 m      |                                          |
| 2023 | Mondiali                | Budapest   | Salto in alto | 27° (q)   | 2,22 m      | Miglior prestazione personale stagionale |